# So I Know
„So I Know” – singel włoskiego zespołu Radiorama wydany w 1987 roku we Włoszech i Szwecji przez wytwórnie Radiorama Productions i Beat Box. Utwór napisali Mauro Farina i Giuliano Crivellente. Singel promował wydany w tym samym okresie drugi album grupy pt. The 2nd Album, w przeciwieństwie do swoich poprzedników („Aliens” oraz „Yeti”), singel nie odniósł sukcesu na listach przebojów.

## Lista utworów

### Szwedzkie wydanie na 7"[1]
A. „So I Know (Vocal Version)” – 4:00
B. „So I Know (Instrumental Version)” – 4:00
- Autorem remiksów na tym wydaniu jest Frederik Ramel.

### Włoskie wydanie na 12"[2]
A. „So I Know” – 5:55
B. „Radiorama Medley” – 7:13
- Megamix na stronie B („Radiorama Medley”) tworzą zmiksowane nagrania: „Hey Hey”, „Vampires”, „Yeti”, „Desire”, „Aliens”, „Warrior” oraz „Chance to Desire”.

### Szwedzkie wydanie na 12" (A Swedish Beat Box Remix)[3]
A. „So I Know (Swedish Remix)” – 7:25
B1. „Multimix of Radiorama” – 7:15
B2. „So I Know (Vocal Version)” – 4:00
- Megamix na stronie B („Multimix of Radiorama”) pochodzi ze strony B włoskiego wydania na 12" (tam zatytułowany jako „Radiorama Medley”), tworzą go zmiksowane nagrania: „Hey Hey”, „Vampires”, „Yeti”, „Desire”, „Aliens”, „Warrior” oraz „Chance to Desire”.
- Autorem remiksów (Swedish Remix) i (Vocal Version) jest Frederik Ramel.

## Autorzy[4]
- Muzyka: Mauro Farina, Giuliano Crivellente
- Autor tekstów: Mauro Farina, Giuliano Crivellente
- Producent: Marco Bresciani, Paolo Gemma